# Sergio Sylvestre
Sergio Sylvestre (* 5. Dezember 1990 in Los Angeles als Sergiofeld Sylvestre) ist ein US-amerikanischer Popsänger, der 2016 durch seinen Sieg bei der italienischen Castingshow Amici di Maria De Filippi bekannt wurde.

## Werdegang
Sylvestre ist der Sohn eines haitianischen Vaters und einer mexikanischen Mutter. Während seiner High-School-Zeit war er ein vielversprechender Football-Spieler, musste den Sport jedoch nach einer Verletzung aufgeben. Daneben lernte er auch Klavier. Nach der Schule reiste er in den italienischen Salento und beschloss, sich auf unbestimmte Zeit in Lecce niederzulassen. Im Sommer 2014 trat Sylvestre als Sänger in die Musikgruppe Samsara Beach ein und sang für House-Projekte. Bei der Castingshow X Factor schaffte er es nicht durch die Vorauswahl, dafür gelang ihm 2016 der Einstieg in die Castingshow Amici di Maria De Filippi. Mit dem Lied Big Boy, das von Ermal Meta geschrieben wurde, konnte er sich im Finale gegen seine Mitbewerber durchsetzen. Im Anschluss erschien seine erste EP, die die Spitze der italienischen Albumcharts erreichen konnte.
Am Sanremo-Festival 2017 nahm Sylvestre erstmals teil. Sein von Giorgia mitgeschriebener Beitrag Con te erreichte im Finale den sechsten Platz.

## Diskografie
Alben

| Jahr | Titel Musiklabel            | Höchstplatzierung, Gesamtwochen, AuszeichnungChartplatzierungen (Jahr, Titel, Musiklabel, Platzierungen, Wochen, Auszeichnungen, Anmerkungen) | Höchstplatzierung, Gesamtwochen, AuszeichnungChartplatzierungen (Jahr, Titel, Musiklabel, Platzierungen, Wochen, Auszeichnungen, Anmerkungen) | Anmerkungen                                             |
| Jahr | Titel Musiklabel            | IT | CH | Anmerkungen                                             |
| ---- | --------------------------- | --- | --- | ------------------------------------------------------- |
| 2016 | Big Boy Sony Music          | IT1 (18 Wo.)IT | CH46 (2 Wo.)CH | Erstveröffentlichung: 20. Mai 2016 EP                   |
| 2017 | Sergio Sylvestre Sony Music | IT10 (8 Wo.)IT | — | Erstveröffentlichung: 10. Februar 2017 Studioalbum      |
| 2017 | Big Christmas               | IT47 (6 Wo.)IT | — | Erstveröffentlichung: 17. November 2017 Weihnachtsalbum |

Singles

| Jahr | Titel Album                         | Höchstplatzierung, Gesamtwochen, AuszeichnungChartsChartplatzierungen (Jahr, Titel, Album, Platzierungen, Wochen, Auszeichnungen, Anmerkungen) | Anmerkungen                         |
| Jahr | Titel Album                         | IT | Anmerkungen                         |
| --- | ----------------------------------- | --- | ----------------------------------- |
| 2016 | Big Boy                             | IT19 (12 Wo.)IT |                                     |
| 2017 | L’Italia per me Comunisti col Rolex | IT56 (3 Wo.)IT | J-Ax & Fedez feat. Sergio Sylvestre |
| 2017 | Con te Sergio Sylvestre             | IT13 Gold · (3 Wo.)IT | Verkäufe: + 25.000                  |
| Folgende Lieder erschienen nicht als Single, wurden aber durch das Album zum Download und Streaming bereitgestellt und konnten somit eine Platzierung erlangen: |                                     | |                                     |
| |                                     | |                                     |
| 2021 | Oh Happy Day Big Christmas          | IT58 Gold · (… Wo.)IT |                                     |

Weitere Singles
- 2016: No Goodbye

## Belege
1. ↑  Sergio Sylvestre, biografia. In: Biografieonline.it. Abgerufen am 12. Januar 2017 (italienisch).
2. ↑  Alessandro Alicandri: Amici 15 serale: le schede e le date di nascita dei finalisti. In: Sorrisi.com. Arnoldo Mondadori Editore, 8. April 2016, abgerufen am 19. Februar 2017 (italienisch).
3. ↑  Andrea Laffranchi: Sergio Sylvestre, rivelazione di Amici «Big Boy? Sì, sono grasso e fragile». In: Corriere.it. RCS MediaGroup, 27. Mai 2016, abgerufen am 6. Juli 2016 (italienisch).
4. ↑  Amici 15, vince Sergio Sylvestre. In: Rockol.it. 26. Mai 2016, abgerufen am 6. Juli 2016 (italienisch).
5. ↑  Elena Masuelli: Festival di Sanremo 2017, big e giovani: ecco tutti i cantanti in gara. In: LaStampa.it. 12. Dezember 2016, abgerufen am 13. Dezember 2016 (italienisch).
6. ↑  Chartquellen (Alben):
  - Alben von Sergio Sylvestre. In: Italiancharts.com. Hung Medien, abgerufen am 21. März 2017.
  - Alben von Sergio Sylvestre. In: Hitparade.ch. Hung Medien, abgerufen am 21. März 2017.
7. ↑  Archivio classifiche Top Digital. FIMI, abgerufen am 21. März 2017 (italienisch).
8. ↑  Auszeichnungsarchiv. FIMI, abgerufen am 11. November 2024 (italienisch).

| Personendaten    | Personendaten                   |
| ---------------- | ------------------------------- |
| NAME             | Sylvestre, Sergio               |
| KURZBESCHREIBUNG | US-amerikanischer Sänger        |
| GEBURTSDATUM     | 5. Dezember 1990                |
| GEBURTSORT       | Los Angeles, Vereinigte Staaten |